# Leandre Pons i Dalmau
Leandre Pons i Dalmau (Puigcerdà, ca. 1822 - 4 d'abril de 1889) fou un pèrit agrònom, polític i escriptor català.
Era fill de Bonaventura Pons i Maria Dalmau. Casat amb Joaquima Vinyals en el moment de la seva defunció.
Va ser redactor del primer diari en català, Diari Catalá (1879-1881), dirigit per Valentí Almirall, i traductor del primer llibre científic en català al segle xix, "Viatje d'un naturalista al rededor del mon: fet a bordo del barco «Lo Llebrer» (The Beagle) desde 1831 a 1836" de Charles Darwin, que es donava gratuïtament amb el diari en forma de fulletó. La traducció no es va acabar a causa de la suspensió de la publicació del diari.